# Spilobotys lifuensis
Spilobotys lifuensis là một loài bướm đêm trong họ Noctuidae.